# Ngũ Trại
38°54′56″B 111°49′54″Đ / 38,91556°B 111,83167°Đ
Ngũ Trại (chữ Hán giản thể: 五寨县, âm Hán Việt: Ngũ Trại huyện) là một huyện thuộc địa cấp thị Hãn Châu, tỉnh Sơn Tây, Cộng hòa Nhân dân Trung Hoa. Huyện Ngũ Trại có diện tích 1379 km², dân số năm 2003 là 100.000 người. Huyện Ngũ Trại có 3 trấn và 15 hương.
- Trấn: Thành Quan, Tam Xoá, Tiểu Hà Đầu.
- Hương: Tiền Sở, Kinh Đường Tự, Tôn Gia Bình, Lương Gia Bình, Hoàng Thổ Pha, Hạnh Dục Tử, Lưu Gia 圪 Đài, Hồ Hội, Lý Gia Bình, Tân Trại, Hàn Gia Lâu, Hạ Lộc Giác, Bạch Thảo Trang, Đông Tú Trang, Lý Trang.